# Jheronimus Vinders
Jheronimus Vinders (aktiv von 1510 bis 1550) war ein franko-flämischer Komponist und Sänger der Renaissance.

## Leben und Wirken
Über das Leben von Jheronimus Vinders ist fast nichts bekannt. Weder das Geburts- noch das Sterbejahr konnten von Musikhistorikern bisher ermittelt werden, auch nicht, wo er geboren wurde und wo er verstorben ist. Gesichert ist nur, dass er vom 16. Juni 1525 bis Januar 1526 Singmeister (zangmeester) an der damaligen Janskerk (heute St.-Bavo-Kathedrale) in Gent gewesen ist, und zwar für die Gilde Onze-Lieve-Vrouwe-op-de-rade (Marienbruderschaft). Die Stadt Gent war damals ein herausragendes musikalisches Zentrum, welches viele bedeutende Komponisten und Sänger hervorbrachte. Die Identität von Vinders ergibt sich auch aus den von ihm hinterlassenen Kompositionen, die ihn als Meister der Nachfolgegeneration von Josquin Desprez erkennen lassen.

## Bedeutung
Die Musik von Jheronimus Vinders zeigt sowohl fortschrittliche wie konservative Züge. Zu den progressiven Stilelementen zählen die allgegenwärtige Stimmen-Imitation und paarige Stimmführung, welches die Werke von Nicolas Gombert und Jacobus Clemens non Papa so typisch kennzeichnet, während das strenge Festhalten an der älteren Cantus-firmus-Technik in einigen fünfstimmigen Motetten zu den relativ veralteten Kompositionsmethoden gehört. Manchmal kombiniert er auch die ältere mit der neueren Schreibweise im gleichen Werk, so in der Messe, die auf der damals sehr bekannten Melodie „Fors seulement“ beruht. Hier wendet er die Cantus-Firmus-Technik wie die Parodietechnik gleichermaßen an. In zweien seiner Werke kommt seine besondere Hochachtung für Josquin zum Ausdruck, nämlich in der Messe „Stabat mater“, einer Parodiemesse nach der gleichnamigen Motette Josquins, und in dem siebenstimmigen Lamento „O mors inevitabilis“, einem Trauergesang auf Josquins Tod im Jahr 1521. Die drei überlieferten weltlichen Gesänge des Komponisten, alle in niederländischer Sprache, lassen darauf schließen, dass dies im zweisprachigen Gent seine Muttersprache gewesen ist. Sollte er französische Chansons geschrieben haben, sind sie nicht überliefert; ebenso wenig sind Instrumentalstücke bekannt geworden.

## Werke
- Messen
  - Missa „Fit porta Christi pervia“ zu fünf Stimmen, nach einem gregorianischen Cantus firmus
  - Missa „Fors seulement“ zu fünf Stimmen, nach Chansons von Antoine de Févin und Matthaeus Pipelare
  - Missa „Myns liefkens bruyn oogen“ zu fünf Stimmen, nach einem weltlichen niederländischen Lied von Benedictus Appenzeller
  - Missa „Stabat mater“ zu fünf Stimmen, nach der gleichnamigen Motette von Josquin
  - Missa „La Plus Gorgiase du monde“ zu vier Stimmen (Autorschaft zweifelhaft, anonym, auch H. Winters zugeschrieben)
- Motetten
  - „Domini est terra“ zu vier Stimmen
  - „Assumpta est Maria“ zu fünf Stimmen
  - „O mors inevitabilis“ zu sieben Stimmen
  - „Dominus regit me“ zu vier Stimmen
  - „Laudate pueri Dominum“ zu fünf Stimmen
  - Magnificat zu vier Stimmen
  - „Salve regina“ zu vier Stimmen (2 Kompositionen)
  - „Salve regina“ zu fünf Stimmen
  - „In illo tempore accesserunt ad Jesum“ zu vier Stimmen (Fragment, Autorschaft zweifelhaft, teilweise auch Pierre Moulu und Jean Mouton zugeschrieben)
- Lieder
  - „Myns liefkens bruyn ooghen“ zu sechs Stimmen
  - „Och rat van aventueren“ zu vier Stimmen
  - „O wrede fortune“ zu vier Stimmen